# 勒比叙鲁夫尔
勒比叙鲁夫尔（法語：Le Bû-sur-Rouvres，法語發音：[lə by syʁ ʁuvʁ] ⓘ，意为“鲁夫尔上方的勒比”）是法国卡尔瓦多斯省的一个市镇，属于卡昂区。

## 地名
与通常在法语地名中表示“在……河畔”之意的“sur”不同，该地名Le Bû-sur-Rouvres中的“sur”意为“在……上方”，表示名为勒比（Le Bû）的该地与鲁夫尔（Rouvres）的位置关系，且事实上在该地附近也并无“鲁夫尔河”存在。

## 地理
勒比叙鲁夫尔（49°2'0"N, 0°10'48"W）面积2.83 平方千米，位于法国诺曼底大区卡爾瓦多斯省，该省份为法国西北部沿海省份，北濒大西洋英吉利海峡，东北与滨海塞纳省以海上边界相接，东临厄尔省，南至奧恩省，西与芒什省接壤。
与勒比叙鲁夫尔接壤的市镇（或旧市镇、城区）包括：孔代叙里夫、迈济耶尔、圣西尔万、苏瓦尼奥勒、瓦朗布赖。
勒比叙鲁夫尔的时区为UTC+01:00、UTC+02:00（夏令时）。

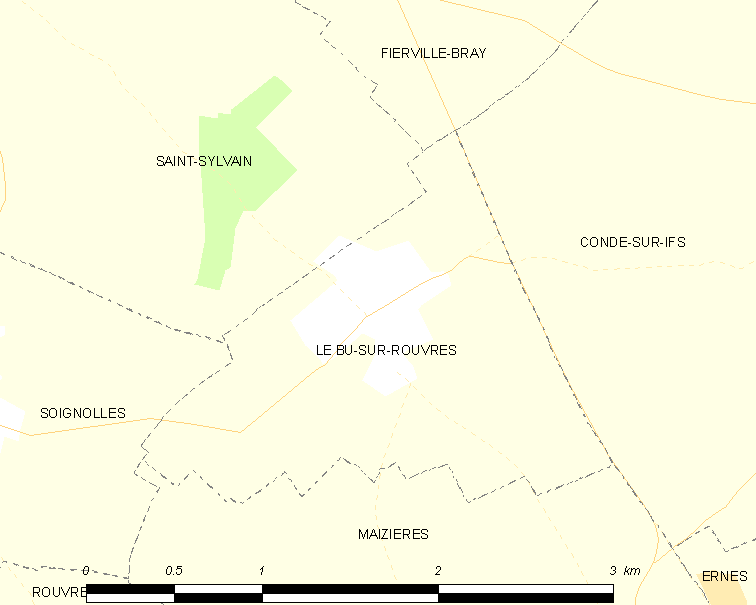
勒比叙鲁夫尔的OSM定位图

## 行政
勒比叙鲁夫尔的邮政编码为14190，INSEE市镇编码为14116。

## 政治
勒比叙鲁夫尔所属的省级选区为勒奥姆县。

## 人口

1962-2008年间勒比叙鲁夫尔人口变化图示

勒比叙鲁夫尔于2022年1月1日时的人口数量为118人。